# Balsameda
Balsameda är ett släkte av skalbaggar. Balsameda ingår i familjen Cetoniidae.
Kladogram enligt Catalogue of Life:
| Balsameda | \| \| Balsameda adspersa \| \| \| \| \| \| Balsameda pulverulenta \| \| \| \| |
|           | \| \| Balsameda adspersa \| \| \| \| \| \| Balsameda pulverulenta \| \| \| \| |
|           | Balsameda adspersa                                                            |
|           |                                                                               |
|           | Balsameda pulverulenta                                                        |
|           |                                                                               |